# Grågam
Grågam (Aegypius monachus), i äldre litteratur även benämnd munkgam, är en rovfågel som tillhör gruppen gamla världens gamar. Den förekommer lokalt i södra Europa och i södra Asien till Kina och Tibet. Arten ökar i antal i Europa, men minskar i Asien. Globalt kategoriseras den som nära hotad.

## Utseende

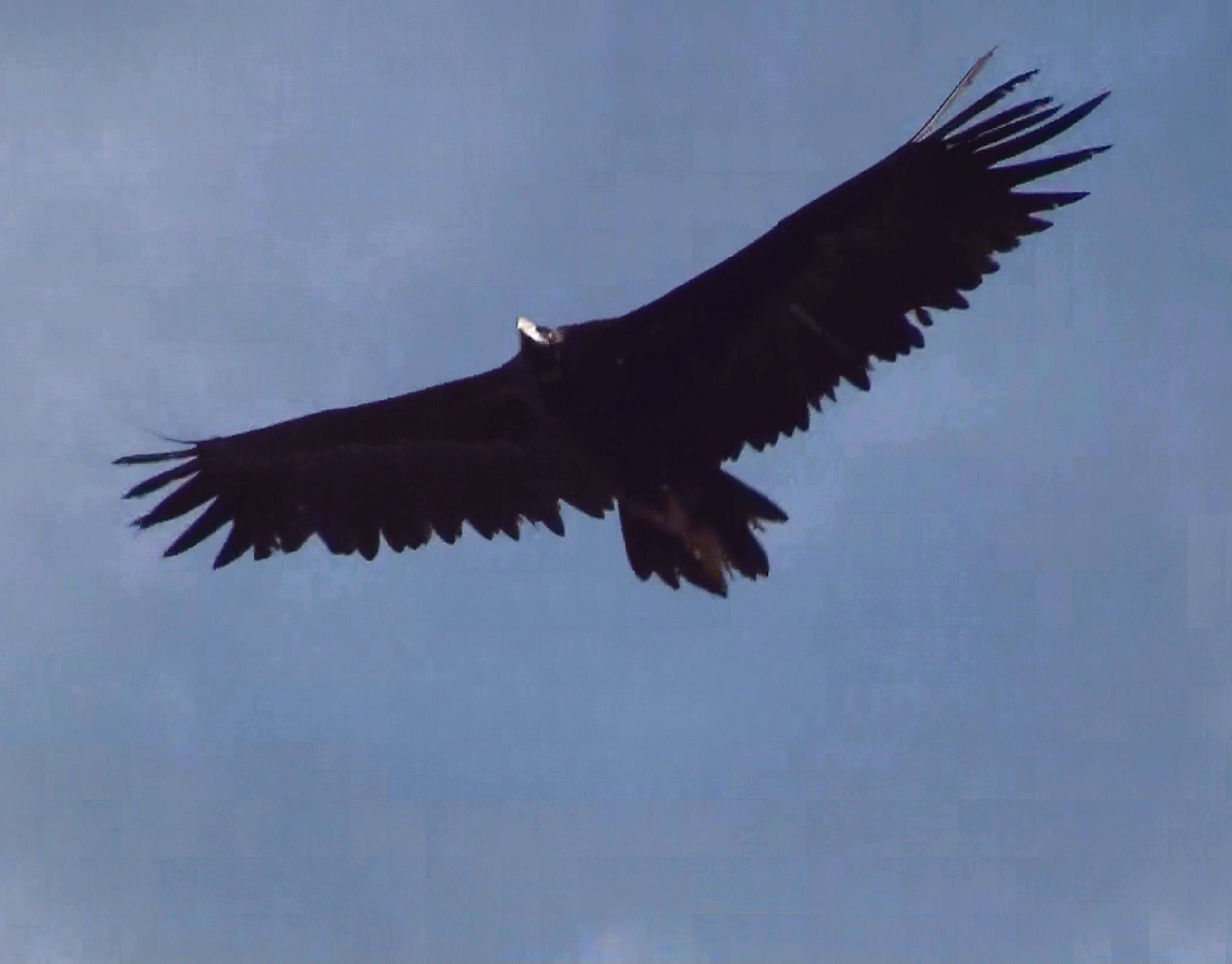

Arten blir från näbben till stjärtpennornas spets 110 till 120 cm lång och den har ett vingspann av 244 till 291 cm. Vikten varierar mellan 6,8 och 14,0 kg. Grågamen är så tillsammans med kondor (Vultur gryphus) en av de största rovfåglarna. Allmänt är honor lite tyngre och större än hanar. Kroppen är täckt med mörkbruna till svarta fjädrar. Hos grågamen är näbbens spets svart och ögonen bruna. Adulta fåglar har gråblåa till vitgula ben men hos ungdjur kan benen och näbben vara rosa.

## Utbredning och habitat

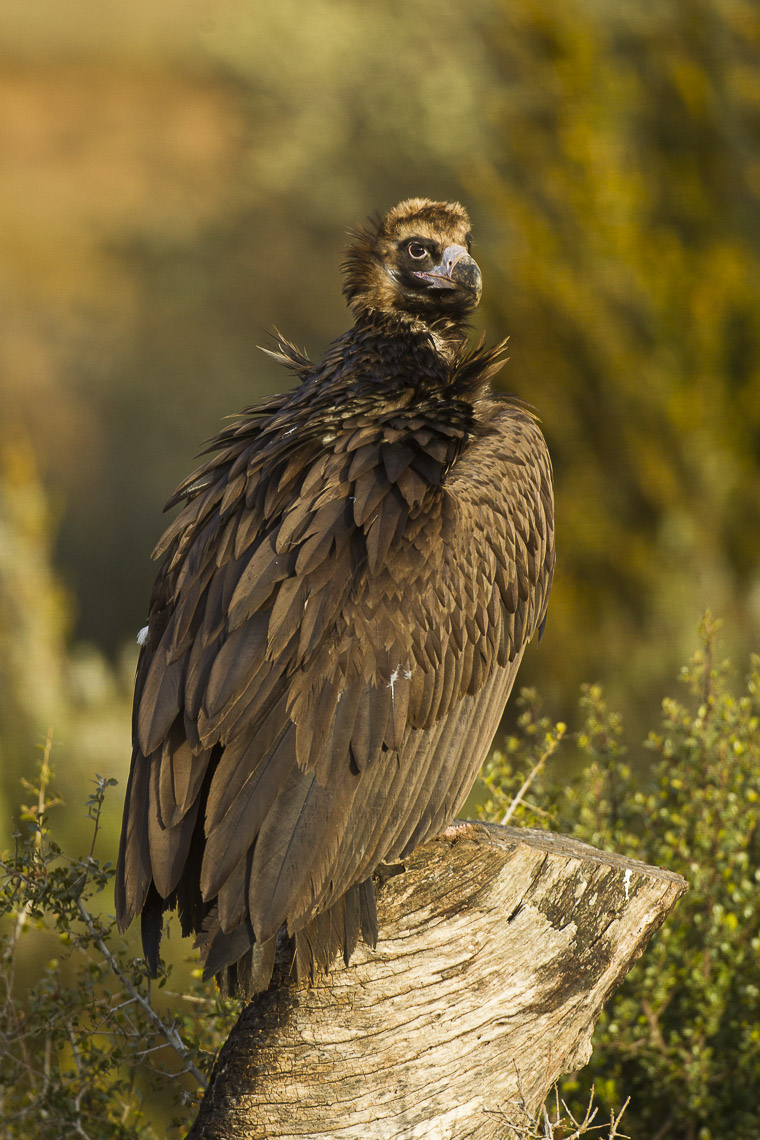
Grågam i spanska Pyrenéerna.

Grågam häckar i södra Europa samt i västra och centrala Asien.  Beståndet är uppdelat i flera från varandra skilda populationer. I Europa häckar den i Spanien, Bulgarien, Grekland, Ukraina och Ryssland, i Asien i Turkiet, i Kaukasus i Armenien, Azerbajdzjan och Georgien österut via Kazakstan, Uzbekistan, Turkmenistan, Tadzjikistan, Kirgizistan, Iran, norra Pakistan och norra Indien till Mongoliet och Kina. En liten återinförd population finns i Frankrike. Den kan också häcka tillfälligt i Portugal, Nordmakedonien och Albanien. I Slovenien, Italien, Moldavien och Rumänien samt på Cypern är den dock utdöd. Före den kalla årstiden flyger några individer till norra Afrika (bland annat Sudan), till Arabiska halvön, till Koreahalvön eller till Sydostasien (Indien, Burma, Laos).
Grågamen är en sällsynt gäst i Norden. Tre individer har observerats i Finland år 2010, 2018 och 2024. 2013 observerades en individ i Medelpad i Sverige. 2019 passerade en hona med spårsändare genom Danmark och Sverige, för att sedan uppehålla sig i Norge vilket dock slutade med en kollision med ett vindkraftverk. 2024 observerades en individ i Nordland, i Norge bara några kilometer från gränsen mot Sverige.

## Ekologi
I Europa vistas arten ofta i kulliga områden och i bergstrakter som ligger 300 till 1 400 meter över havet men den kan även hittas i skogar. I Asien lever grågamen även i halvtorra buskskogar, stäpper eller andra gräsmarker som kan ligga upp till 4 500 meter över havet.
Grågamen bygger boet på träd eller på klippor (mycket ovanlig i Europa). Det har en diameter av cirka 2,4 meter och är ungefär 2,1 meter högt. Boet byggs av grenar, kvistar, barr från barrträd och av andra föremål. Ofta har flera individer boet nära varandra vad som kan betraktas som en lös svärm eller koloni. När arten letar efter föda flyger den ofta längre sträckor som kan vara upp till 75 km lång. Födan utgörs främst av kadaver från bland annat hardjur, hjortdjur, slidhornsdjur och vildsvin. I sällsynta fall dödar och äter grågamen ormar eller insekter. Vid kadavret är grågamar de dominanta djuren men de tillåter ofta snyltare.
Hanar och honor bildar monogama par. Individer som häckar i Europa parar sig i oktober eller november. Äggen ruvas av båda föräldrar under 50 till 55 dagar som kan ligga mellan januari och april. Vanligen är bara ett ägg befruktad och i sällsynta fall två. Ungen får cirka 160 dagar mat från modern eller fadern. Den får efter 95 till 120 dagar flygförmåga och 180 till 215 dagar efter kläckningen är den helt självständig. Könsmognaden infaller efter fyra till fem år.

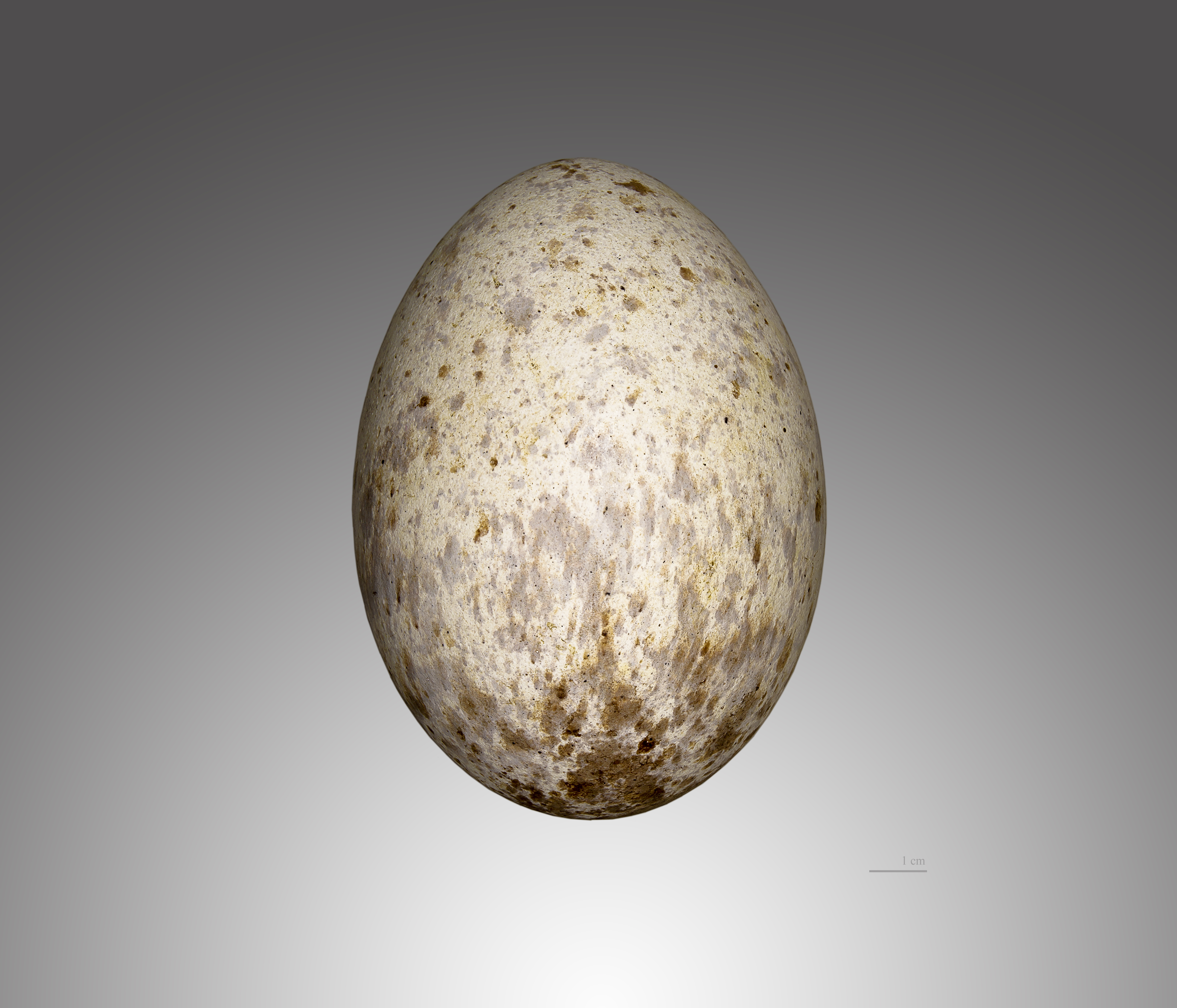
Grågamens ägg.

Grågamen har vanligen en livslängd av 20 år eller lite längre. Med människans vård kan den leva cirka 40 år.

## Status
Arten jagas i Asien av bönder som betraktar den som skadedjur på husdjur. Ett annat hot som även förekommer i Europa är förgiftade kadaver som egentligen är tänkt för att bekämpa förvildade hundar och andra landlevande rovdjur. Grågamen drabbas dessutom när beståndet av vanliga bytesdjur som tamfår eller saigaantilop (Saiga tatarica) minskar. Efter inrättningen av skyddsåtgärder ökar beståndet i Europa igen, men i Asien är grågamen fortfarande på tillbakagång. Internationella naturvårdsunionen IUCN listar arten som nära hotad (NT). Världspopulationen uppskattas till mellan 16 800 och 22 800 vuxna individer, varav 2 300–2 500 par häckar i Europa och 5 500–8 000 par i Asien.